# Charles Kaboré
Charles Kaboré (Bobo-Dioulasso, Burkina Faso, 9 de febrero de 1988) es un futbolista burkinés.

## Selección nacional
Debutó el 7 de octubre de 2006 con la selección de fútbol de Burkina Faso y ha jugado 102 partidos internacionales en los que ha anotado 4 goles.

## Clubes
| Club                     | País    | Año       |
| ------------------------ | ------- | --------- |
| F. C. Libourne           | Francia | 2007      |
| Olympique de Marsella    | Francia | 2008-2013 |
| F. C. Kuban Krasnodar    | Rusia   | 2013-2016 |
| F. C. Krasnodar (cedido) | Rusia   | 2015-2016 |
| F. C. Krasnodar          | Rusia   | 2016-2019 |
| F. C. Dinamo Moscú       | Rusia   | 2019-2021 |
| Chamois Niortais F. C.   | Francia | 2022-2023 |

## Palmarés

### Títulos nacionales
| Título               | Club                  | País    | Año  |
| -------------------- | --------------------- | ------- | ---- |
| Copa de la Liga      | Olympique de Marsella | Francia | 2010 |
| Ligue 1              | Olympique de Marsella | Francia | 2010 |
| Supercopa de Francia | Olympique de Marsella | Francia | 2010 |
| Copa de la Liga      | Olympique de Marsella | Francia | 2011 |
| Supercopa de Francia | Olympique de Marsella | Francia | 2011 |
| Copa de la Liga      | Olympique de Marsella | Francia | 2012 |